# Darwin Cuero
Darwin Patricio Cuero Anangonó (Ibarra, Ecuador; 15 de octubre de 1994) es un futbolista ecuatoriano. Juega de portero y su equipo actual es Macará de la Serie A de Ecuador.

## Trayectoria

### El Nacional
Se inició en El Nacional desde las categorías sub-12, sub-14, sub-16, sub-18 y reserva, su debut con el primer plantel fue en 2013 por el campeonato ecuatoriano, pero al no tener continuidad y espacio para jugar de titular abandonó el equipo militar en 2017.

### América de Quito
Llegó al América de Quito a inicios de 2018 en condición de cedido, para disputar la Serie B de esa temporada, ascendiendo con el América como subcampeón. En 2019 renovó su contrato por dos temporadas más con el América.

### Aucas
En junio de 2019 llegó a Aucas hasta el final de la temporada, tras ser cedido desde el América.

## Selección nacional

### Categorías inferiores
Fue convocado con la selección sub-20 para jugar el Sudamericano de 2013 disputado en Argentina, También fue convocado por el entrenador Reinaldo Rueda, como tercer arquero a la selección de mayores para jugar el partido el 26 de marzo de 2013 ante Paraguay por las eliminatorias al mundial de Brasil 2014.

#### Participaciones en Sudamericanos
| Campeonato                  | Sede      | Resultado    | Partidos | Goles |
| --------------------------- | --------- | ------------ | -------- | ----- |
| Sudamericano Sub-17 de 2011 | Ecuador   | Cuarto lugar | 1        | 0     |
| Sudamericano Sub-20 de 2013 | Argentina | Sexto lugar  | 5        | 0     |

#### Participaciones en Copas del Mundo
| Campeonato                  | Sede   | Resultado        | Partidos | Goles |
| --------------------------- | ------ | ---------------- | -------- | ----- |
| Copa Mundial Sub-17 de 2011 | México | Octavos de final | 2        | 0     |

### Selección absoluta

#### Participaciones en eliminatorias
| Eliminatorias      | Sede            | Resultado   | Partidos | Goles |
| ------------------ | --------------- | ----------- | -------- | ----- |
| Eliminatorias 2014 | América del Sur | Clasificado | 0        | 0     |

## Estadísticas

### Clubes
Actualizado al último partido disputado el 15 de agosto de 2024.
| Club                            | Div.          | Temporada     | Liga  | Liga  | Copas nacionales | Copas nacionales | Copas internacionales | Copas internacionales | Total | Total |
| Club                            | Div.          | Temporada     | Part. | Goles | Part.            | Goles            | Part.                 | Goles                 | Part. | Goles |
| ------------------------------- | ------------- | ------------- | ----- | ----- | ---------------- | ---------------- | --------------------- | --------------------- | ----- | ----- |
| El Nacional · Ecuador           | 1.ª           | 2013          | 1     | 0     | —                | —                | —                     | —                     | 1     | 0     |
| El Nacional · Ecuador           | 1.ª           | 2014          | 0     | 0     | —                | —                | —                     | —                     | 0     | 0     |
| El Nacional · Ecuador           | 1.ª           | 2015          | 2     | 0     | —                | —                | —                     | —                     | 2     | 0     |
| El Nacional · Ecuador           | 1.ª           | 2016          | 0     | 0     | —                | —                | —                     | —                     | 0     | 0     |
| El Nacional · Ecuador           | 1.ª           | 2017          | 3     | 0     | —                | —                | 1                     | 0                     | 4     | 0     |
| El Nacional · Ecuador           | Total club    | Total club    | 6     | 0     | 0                | 0                | 1                     | 0                     | 7     | 0     |
| América de Quito · Ecuador      | 2.ª           | 2018          | 43    | 0     | —                | —                | —                     | —                     | 43    | 0     |
| América de Quito · Ecuador      | 1.ª           | 2019          | 14    | 0     | —                | —                | —                     | —                     | 14    | 0     |
| América de Quito · Ecuador      | Total club    | Total club    | 57    | 0     | 0                | 0                | 0                     | 0                     | 57    | 0     |
| Aucas · Ecuador                 | 1.ª           | 2019          | 2     | 0     | —                | —                | —                     | —                     | 2     | 0     |
| Aucas · Ecuador                 | Total club    | Total club    | 2     | 0     | 0                | 0                | 0                     | 0                     | 2     | 0     |
| Universidad Católica · Ecuador  | 1.ª           | 2020          | 3     | 0     | —                | —                | 0                     | 0                     | 3     | 0     |
| Universidad Católica · Ecuador  | 1.ª           | 2021          | 3     | 0     | —                | —                | 0                     | 0                     | 3     | 0     |
| Universidad Católica · Ecuador  | 1.ª           | 2022          | 29    | 0     | 0                | 0                | 8                     | 0                     | 37    | 0     |
| Universidad Católica · Ecuador  | 1.ª           | 2023          | 7     | 0     | 0                | 0                | 2                     | 0                     | 9     | 0     |
| Universidad Católica · Ecuador  | Total club    | Total club    | 42    | 0     | 0                | 0                | 10                    | 0                     | 52    | 0     |
| Técnico Universitario · Ecuador | 1.ª           | 2024          | 0     | 0     | 1                | 0                | 0                     | 0                     | 1     | 0     |
| Técnico Universitario · Ecuador | Total club    | Total club    | 0     | 0     | 1                | 0                | 0                     | 0                     | 1     | 0     |
| Macará · Ecuador                | 1.ª           | 2025          | 0     | 0     | 0                | 0                | 0                     | 0                     | 0     | 0     |
| Macará · Ecuador                | Total club    | Total club    | 0     | 0     | 0                | 0                | 0                     | 0                     | 0     | 0     |
| Total carrera                   | Total carrera | Total carrera | 107   | 0     | 1                | 0                | 11                    | 0                     | 119   | 0     |
| 1. 2.                           |               |               |       |       |                  |                  |                       |                       |       |       |